# Dom Wędlikowskich w Katowicach
Dom Wędlikowskich w Katowicach – zabytkowa, modernistyczna kamienica mieszczańska położona w Katowicach-Śródmieściu przy ulicy PCK 10. Została ona oddana do użytku w 1939 roku, a za projekt budynku odpowiada Stanisław Gruszka.

## Historia
Kamienica mieszkalna według projektu architekta Stanisława Gruszki została wzniesiona w latach 1937–1939 dla doktora Kazimierza Wędlikowskiego i jego żony Henryki jako budynek wielorodzinny z mieszkaniami do wynajęcia. W czasie okupacji niemieckiej oraz po 1945 roku mieszkania przydzielono wysokiej rangi urzędnikom, jeden lokal pozostawiając właścicielom. Po 1989 roku dom w całości przejęła rodzina Wędlikowskich. 
W 2005 obiekt wpisano do rejestru zabytków pod nr A/162/05. 
Obecnie kamienica pełni funkcje mieszkalno-biurowe i jest otwarta w godzinach urzędowania mieszczących się tu firm. Dom umieszczono w projekcie „Szlak Moderny” w Katowicach. Pozostaje ona symbolem architektury modernistycznej Katowic, a jego obrysy były zamieszczone m.in. na produktach marki Geszeft.

## Architektura i wnętrza

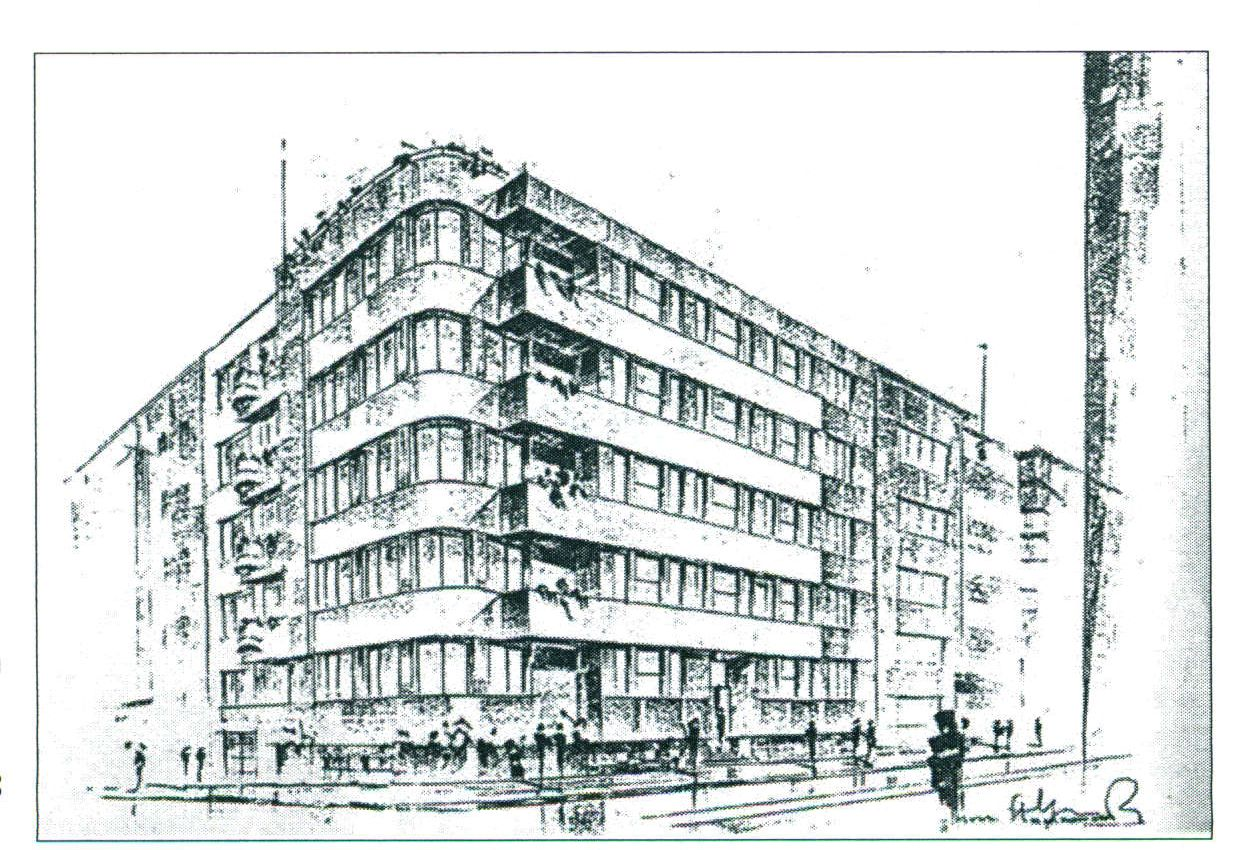
Projekt Stanisława Gruszki pochodzący z lat 1937–1939

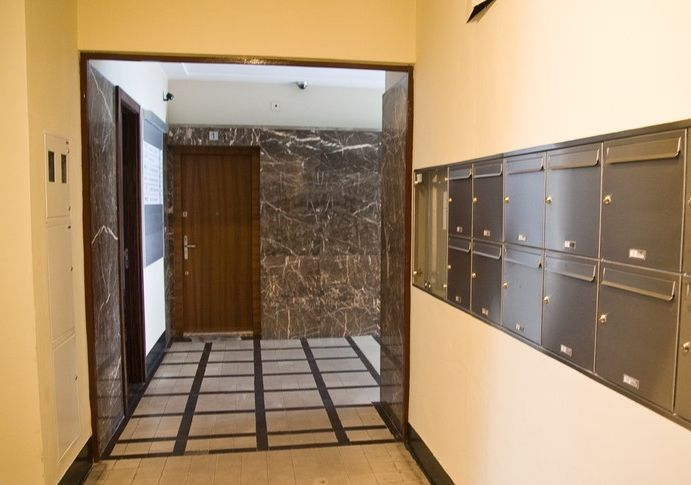
Skrzynki na listy

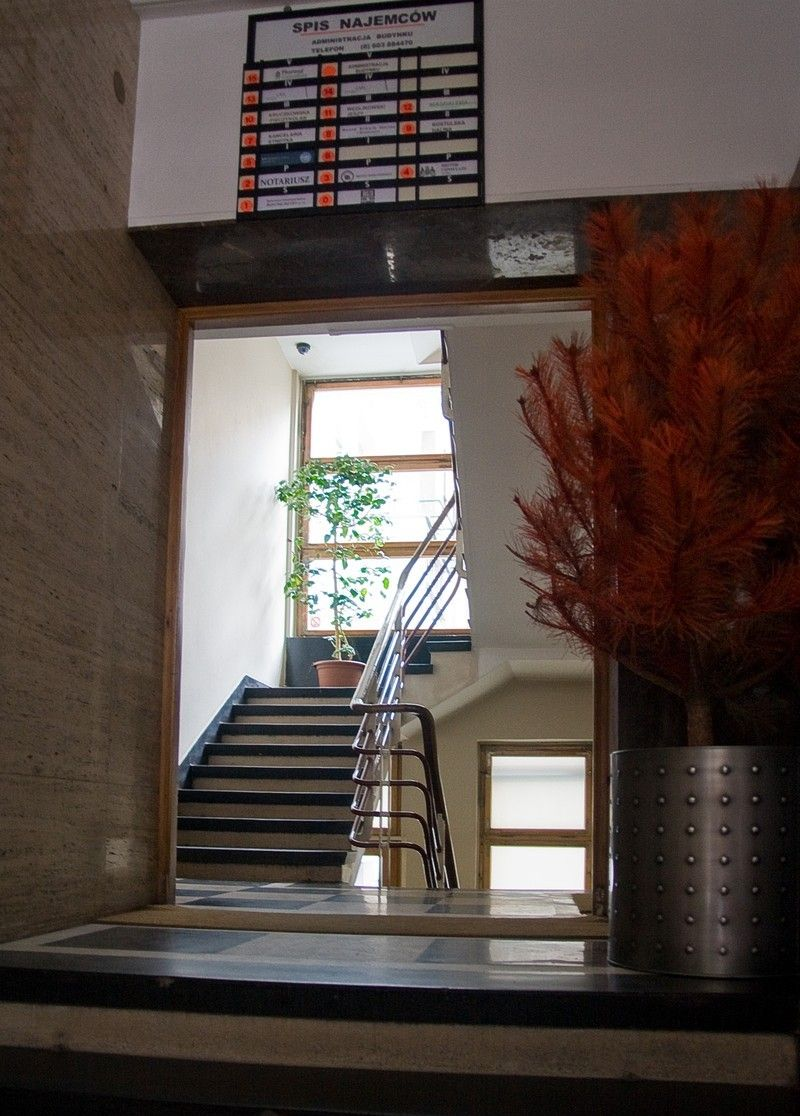
Klatka schodowa

Dom w stylu modernizmu z elementami funkcjonalizmu usytuowany jest na narożnej działce u zbiegu ulic PCK 10 (dawniej Kościelna) i Mari Skłodowskiej-Curie (dawniej Wandy). 
Jest to obiekt pięciokondygnacyjny, podpiwniczony wzniesiony z cegły na rzucie litery „L”, nakryty płaskim dachem-tarasem. Elementem charakterystycznym jest zaokrąglony narożnik zwany „miękkim” z oknami o szybach wykonanych przy użyciu szkła cylindrycznego. Elewacje zewnętrzne niesymetryczne, utrzymane w kompozycji horyzontalnej. Cechą wyróżniającą są poziome pasy okien, pełnych balkonów i pól międzyokiennych o kontrastujących kolorach – białym, czarnym i czerwonym oraz zróżnicowanej fakturze tynków. Stąd popularna nazwa domu – „zebra”.
Główne wejście do budynku zlokalizowane w fasadzie południowej, cofnięte w stosunku do elewacji z murowaną belką nadprożową oddzielającą drzwi zewnętrzne od prostokątnego nadświetla. Elewacja zachodnia z bramą garażową w przyziemiu, półokrągłymi balkonami, zwieńczona masztem flagowym.
Wnętrze zasadniczo dwutraktowe o układzie zachowanym w niemal niezmienionej formie od momentu wybudowania. Klatka schodowa zlokalizowana w części centralnej z pionem windy od zachodu. Dobrze zachowana, o ścianach obłożonych płytami z szarego i białego marmuru oraz trawertynu. Podłoga z trójkolorowego lastriko. Z oryginalnego wyposażenia zachowały się: skrzynki na listy, chromowane i drewniane balustrady, stolarka drzwiowa i okienna, dzwonki do drzwi, numery niektórych mieszkań oraz winda marki Sowitsch z kryształowym lustrem.